# Alvin York
Alvin Cullum York (13. prosinec 1887 – 2. září 1964) známý jako seržant York byl nejvyznamenávanější americký voják Armády Spojených států během první světové války. York, který byl zprvu díky svému náboženskému přesvědčení odpírač plné vojenské služby. V říjnu 1918 během meusko-argonské ofenzívy vedl desátník York útok (ostatní poddůstojníci během přepadu padli) na německé kulometné postavení poblíž kóty 223, při kterém zabil 25 nepřátelských vojáků a 132 jich zajal. Za tento čin byl povýšen na seržanta a obdržel nejvyšší americké vyznamenání Medaili cti. Kromě amerických vyznamenání mu několik řádů a vyznamenání udělila i Francie, Itálie a Černá Hora.

## Vyznamenání
- Americká
  -  Medaile cti
  -  Medaile Vítězství v první světové válce, s třemi bronzovými hvězdami
  -  Medaile za americké tažení
  -  Medaile Vítězství ve druhé světové válce

- Francie
  -  Francouzský Válečný kříž 1914–1918
  -  Řád čestné legie
  -  Médaille militaire

- Černá Hora
  -  Řád knížete Danila I.

- Itálie
  -  Válečný záslužný kříž (Itálie)

## V kultuře
V roce 2019 vydala švédská heavy metalová skupina Sabaton skladbu "82nd All the Way" z alba Great War, která pojednává o Yorkově činu. V roce 2020 vydala taktéž švédská heavy metalová skupina Amaranthe vlastní coververzi této skladby.